# Scopula caducaria
Scopula caducaria là một loài bướm đêm trong họ Geometridae.